# Plectrocnemia tubulosa
Plectrocnemia tubulosa is een fossiele soort schietmot uit de familie Polycentropodidae.